# さとうベネック
株式会社さとうベネックは、かつて大分県大分市に本社を置いていた総合建設会社（ゼネコン）。

## 概要
社名のベネック（BENEC）は、"Best New Creation"（最善を求め、新しい価値を創造する）という意味。1938年（昭和13年）創業。1996年6月期の売上高は766億円で、一時は大分県で最大のゼネコンであった。
しかし、公共事業の減少などのため経営が悪化し、2006年（平成18年）に企業再生ファンドのネクスト・キャピタル・パートナーズの支援のもと再生計画を策定。2007年（平成19年）1月11日に旧さとうベネックの事業のうち、土木・建築部門を移管（開発・不動産部門のみが旧さとうベネックに残る）した新会社、ネクスト・ベネックを設立し、同3月1日にさとうベネックに社名変更した。
その後、業績は回復し、2011年6月期の売上高は103億円と、大分県のゼネコンで3位となった。ネクスト・キャピタル・パートナーズは再生の目途が付いたとして、2012年（平成24年）2月にSMBC日興証券をアドバイザーにして、福岡県福岡市の不動産業ダイセンビルディング株式会社（代表：大川義廣）に全株式を売却、その際ダイセンビルディングは親族の大川絵里やアドバイザーであった白取聡哉等4人の役員を派遣、その後も多数の役員を送り込み、新たな経営体制とした。しかし、ダイセンビルディングが調達した買収資金のリファイナンスが難航。さとうベネックの資産から買収資金を返済したことなどから資金繰りが悪化。2012年8月20日に1回目の不渡りを出し、9月7日に東京地方裁判所に民事再生法の適用を申請したが、10月9日に民事再生手続の廃止が決定され、11月2日に破産手続の開始が決定された。負債総額は約44億2900万円。
その後、債権者48社が同社代表の大川義廣を会社法特別背任の疑いで東京地検特捜部に刑事告発した。2017年（平成29年）2月22日に東京地裁で開かれた第一審判決で、裁判長は大川に対し約3億2000万円の賠償を命じる判決を下した。
2007年7月に大分市舞鶴町にあった旧本社ビルを売却しており、2008年4月に新しいビルに移転するまでの間、2階建てのプレハブを本社ビルとしていた。また、本社のほか、東京支社、九州支社（福岡市）、大分支店に加え、熊本、高松、広島に営業所、宮崎、鹿児島に出張所を有していた。

## 沿革
- 1938年（昭和13年） - 佐藤組創業。
- 1947年（昭和22年） - 株式会社佐藤組設立。
- 1949年（昭和24年） - 大分市初のRC造建築物竣工。
- 1979年（昭和54年） - 施工を担当したリニア宮崎実験線が竣工。
- 1994年（平成6年） - 施工を担当した別府コンベンションビューローが第37回BCS賞を受賞。
- 1997年（平成9年）
  - 株式会社さとうベネックに社名変更。
  - ISO 9001の認証取得。
- 2001年（平成13年） - 施工を担当した大分スポーツ公園総合競技場が竣工。
- 2003年（平成15年） - ISO 14001の認証取得。
- 2006年（平成18年） - ネクスト・キャピタル・パートナーズと再生支援の基本合意を締結。
- 2007年（平成19年）
  - 1月11日 - 旧さとうベネックから土木・建築事業を承継し、ネクスト・ベネック株式会社を設立。
  - 3月1日 - ネクスト・ベネック株式会社から株式会社さとうベネックに社名変更。
- 2012年（平成24年）
  - 2月 - ネクスト・キャピタル・パートナーズが全株式をダイセンビルディング株式会社に売却。
  - 9月7日 - 東京地裁に民事再生法の適用を申請。
  - 9月19日 - 東京地裁が民事再生手続の開始を決定。
  - 10月9日 - 東京地裁が民事再生手続の廃止を決定。
  - 11月2日 - 東京地裁が破産手続の開始を決定。